# Vengo a fidarmi di te
Vengo a fidarmi di te è un singolo del cantautore italiano Francesco Gabbani, pubblicato il 3 gennaio 2025 come secondo estratto dal sesto album in studio Dalla tua parte.

## Descrizione
Il brano, musicato da Francesco Gabbani e Fabio Ilacqua su testo dello stesso Ilacqua, è prodotto da Davide Simonetta, in arte d.whale, e precede l'uscita dell'album Dalla tua parte, uscito il 21 febbraio 2025.

## Video musicale
Il video musicale, diretto da Filiberto Signorello, è stato pubblicato in concomitanza con l'uscita del brano sul canale YouTube del cantautore.

## Tracce
Testi di Fabio Ilacqua, musiche di Francesco Gabbani.
1. Vengo a fidarmi di te – 3:27

## Formazione
- Francesco Gabbani – voce, sintetizzatore
- Davide "d.whale" Simonetta – sintetizzatore, chitarra, archi, basso, batteria, produzione
- Pino "Pinaxa" Pischetola – masterizzazione, missaggio